# Новоактау
Новоактау (баш. Яңы Аҡтау) — село в Буздякском районе Республики Башкортостан Российской Федерации. Входит в состав Каранского сельсовета.

## География

### Географическое положение
Расстояние до:
- районного центра (Буздяк): 29 км,
- центра сельсовета (Каран): 11 км,
- ближайшей ж/д станции (Буздяк): 29 км.

## Население
| 2002 | 2009 | 2010 |
| ---- | ---- | ---- |
| 166  | ↘153 | ↘141 |

Согласно переписи 2002 года, преобладающие национальности — татары (62 %), башкиры (31 %).